# VDV
Les VDV (ВДВ) o Vozduixno-desantnie voiska (rus: Возду́шно-деса́нтные войска, en català "tropes aerotransportades") són un cos militar rus i, anteriorment, soviètic. Les VDV depenen directament del Ministeri de Defensa, de manera que tenen un estatus de cos independent dins les Forces Armades de Rússia. Les VDV són la força militar russa amb major capacitat de mobilitat i la major força aerotransportada del món. El 8 de setembre de 2003 Aleksandr Kolmakov va substituir Gueorgui Ixpak com a coronel general i màxim responsable de les VDV.
La missió de les Tropes Aerotransportades és la de respondre en només poques hores a una possible situació d'emergència, emprant avions de llarg abast per realitzar un assalt paracaigudista poques hores després de l'avís.
A diferència de les forces aerotransportades occidentals, que han de moure's a peu un cop arribades al seu destí, cadascuna de les divisions de les VDV estan mecanitzades amb entre 200 i 300 vehicles de combat blindat de la família BMD, amb capacitat per a ser llançats en paracaigudes. Això permet a les unitats de les Tropes Aerotransportades tenir una major mobilitat i una potència de foc superior a la d'infanteria lleugera convencional.
Les VDV solen considerar-se com una força d'elit car els seus membres són triats individualment entre voluntaris segons criteris de física i intel·ligència, a més de rebre un entrenament i una preparació més rigorosa de les Forces Armades.

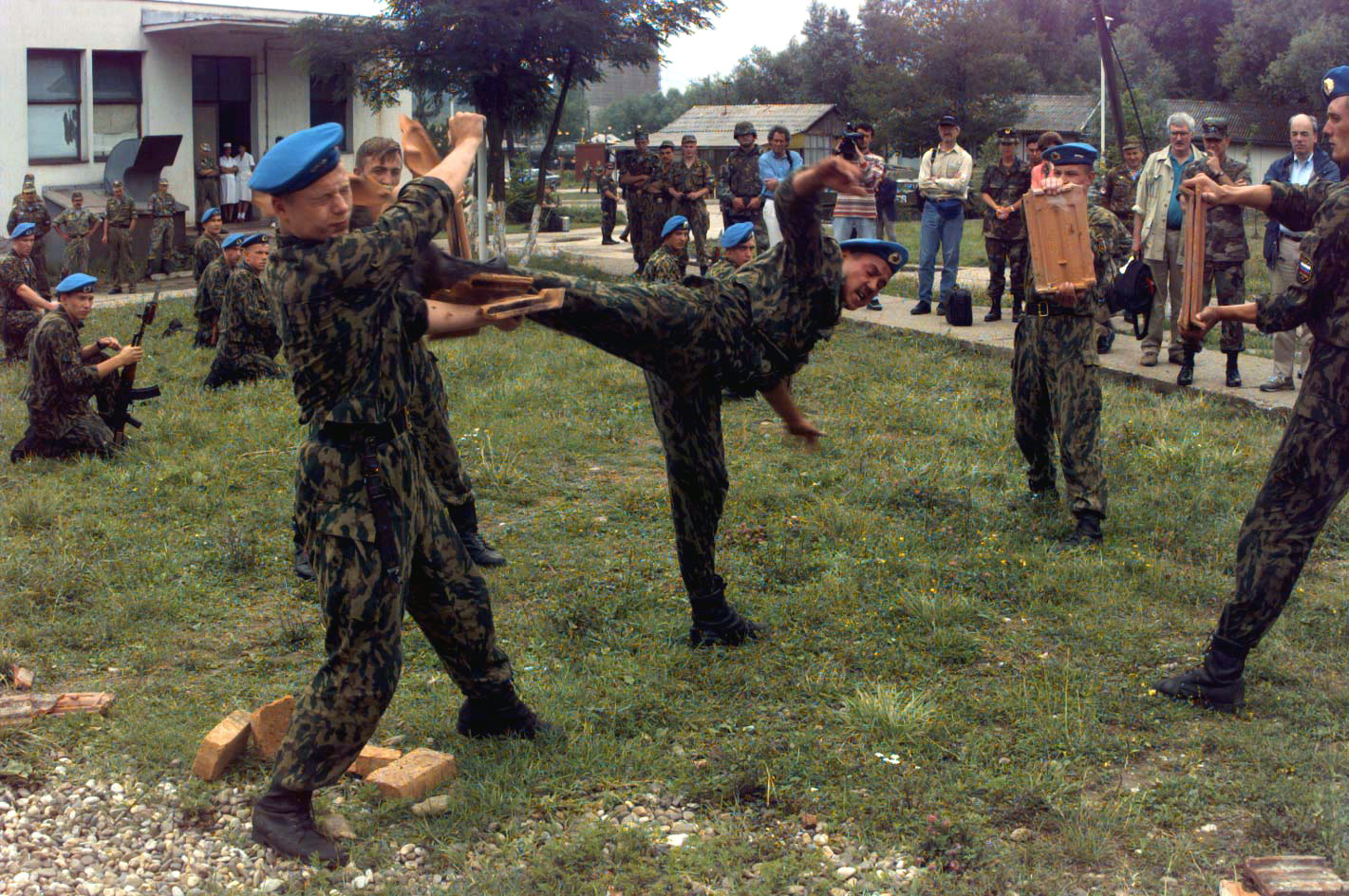
Paracaigudistes realitzant una demostració d'arts marcials a Bòsnia i Hercegovina.

## Història

### Els orígens
La primera vegada que la Unió Soviètica emprà tropes aerotransportades en una acció de combat va ser durant la primavera de 1929, quan 15 paracaigudistes de l'Exèrcit Roig van aterrar a la ciutat tadjik de Garm, que es trobava envoltada de guerrilles basmatxis. Amb el suport de la població local, els paracaigudistes van aconseguir expulsar els guerrillers.
El 2 d'agost de 1930, la Força Aèria Soviètica realitzà unes maniobres a l'aeròdrom de Vorónej. En aquestes maniobres, un avió Farman Goliath realitzà dos vols consecutius per llançar dos grups de sis paracaigudistes completament armats que aterraren darrere d'unes imaginàries línies enemigues, demostrant així les possibilitats tàctiques que tenien aquesta mena d'unitats. Amb aquest exercici es crearen les Tropes Aerotransportades del RKKA (Воздушно-десантные войска РККА, Vozdushno-Desantnye Vojska RKKA).
El 1934, les VDV ja comptaven amb quatre brigades, amb un total de 8.000 homes. La seva presentació mundial va tenir lloc un any després a Kíev, quan 1.500 paracaigudistes saltaren davant la mirada de nombroses delegacions militars estrangeres, fet que impulsà el desenvolupament d'unitats com els Fallschirmjäger alemanys o les divisions aerotransportades 82 i 101 estatunidenques. El 1938, les ja hi havia sis brigades, sumant un total de 18.000 efectius.
La primera acció bèl·lica de les tropes aerotransportades va ser durant la batalla de Kalkhin Gol contra els japonesos, on va intervenir la 212a brigada al juliol de 1939. les brigades 201, 204 i 214 també van participar en la invasió de Polònia, encara que els primers salts a gran escala no van ser fins al novembre, quan aquestes unitats van atacar la infanteria finesa per darrere les seves línies durant la Guerra d'Hivern. Els èxits d'aquestes accions, units als dels Fallschirmjäger alemanys a l'oest europeu, van fer que les cinc brigades situades a la Rússia europea passessin a tenir la categoria de cossos.

### La Gran Guerra Patriòtica

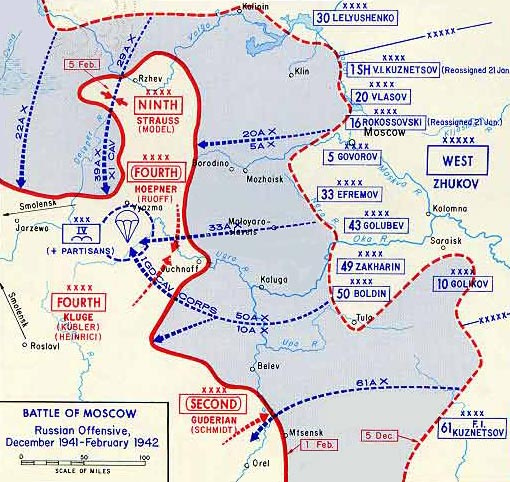
Mapa de la contraofensiva soviètica durant la batalla de Moscou. Es pot observar la zona d'aterratge del IV Cos Aerotransportat prop de Viajma.

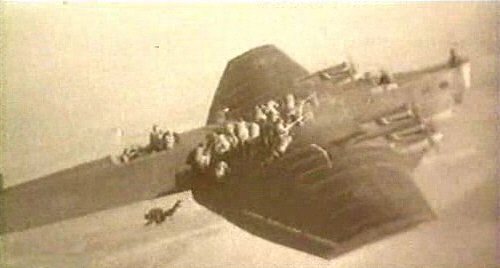
Paracaigudistes soviètics saltant d'un Tupolev TB-3

Quan la Unió Soviètica entrà en la Segona Guerra Mundial al juliol de 1941, les VDV van veure's obligades a actuar simplement com a infanteria d'elit a causa de la manca d'avions de transport després dels bombardeigs de la Luftwaffe, sent necessari l'ús d'aeronaus civils de l'Aeroflot.
L'operació més destacada durant el conflicte va ser portada a terme pel IV Cos Aerotransportat. El 27 de gener de 1942 s'inicià una sèrie de salts nocturns darrere les línies alemanyes al sud-oest de la ciutat de Viajma. L'operació no es desenvolupà del tot bé, car després de sis nits de salts només 2.100 homes (d'un total de 10.000 que formaven el cos) van arribar a saltar, i molts d'ells aterraren a diversos kilòmetres de la zona prevista a causa de les males condicions climatològiques i la inexperiència dels pilots en vol nocturn. Tot i aquesta situació, els paracaigudistes assoliren acomplir el seu objectiu d'interrompre les línies de comunicació enemigues durant 3 setmanes, encara que això només es va poder portar a terme gràcies a la seva connexió amb el 1r Cos de Cavalleria el 6 de febrer.
Malgrat aquest fracàs, la STAVKA decidí convertir els cossos en Divisions de Guàrdies Fusellers i, posteriorment, en Divisions Aerotransportades de Guàrdies. Les VDV també serviren com unitats de reforç durant la batalla de Stalingrad i a Manxúria. Pel seu valor, totes les unitats de les Tropes Aerotransportades van rebre el títol d'Unitats de la Guàrdia, i a 296 dels seus membres se'ls concedí el títol d'Heroi de la Unió Soviètica.

### El desenvolupament de Margelov
El 1946 les VDV van passar a estar sota control directe del Ministeri de Defensa i la seva importància va minvar. Durant aquest període s'analitzà minuciosament el paper que havien portat a terme les forces aerotransportades d'ambdós bàndols durant la guerra. El 1954, les Tropes Aerotransportades passaren a formar part de les Forces Terrestres, sota el comandament del general Vasili Margelov. Gràcies a Margelov, les VDV experimentaren un important desenvolupament tècnic, començant per l'obtenció d'avions Antónov An-8 al 1955 i Antónov An-12 al 1964, la qual cosa significava un gran avanç respecte als anteriors Lisunov Li-2 i Tupolev Tu-4.
Per solucionar el problema de la feblesa davant l'artilleria enemiga s'introduí armament antitanc, com els llançagranades RPG-1 (una còpia del Panzerfaust alemany RPG-2 i de canons autopropulsats ASU-57 i ASU-85.
A conseqüència de la Crisi dels míssils de Cuba, el Politburó decidí el 1964 que les Tropes Aerotransportades tornarien de nou sota el control directe del Ministeri de Defensa com una força especial de l'Alt Comandament Soviètic. D'aquesta manera es volia potenciar la capacitat de les VDV per ser desplegades ràpidament a l'estranger.
Aquesta capacitat es posà en pràctica el 1968, quan la 103a Divisió Aerotransportada participà en l'operació Danubi, la invasió de Txecoslovàquia que finalitzaria la Primavera de Praga. La nit del 20 d'agost, un Antónov An-24 de l'Aeroflot realitzà un aterratge no previst a l'aeroport de Ruzyně, i poc abans de la matinada, un altre avió realitzà el mateix. Al mateix temps que les tropes del Pacte de Varsòvia travessaven la frontera txecoslovaca la matinada del 20 d'agost, diversos Spetsnaz GRU vestits de civils van prendre el control de l'aeroport. A les 2:00, i escortats per caces MiG-21, dos Antónov An-12 amb 180 soldats de les VDV aterraren i asseguraren l'aeroport. Un cop fet això, cinc esquadrons d'An-12 van anar aterrant a l'aeroport per desembarcar tropes, tranports blindats i canons ASU-85. Aquests darrers s'empraren per assetjar el palau presidencial de Praga.

### La guerra de l'Afganistan

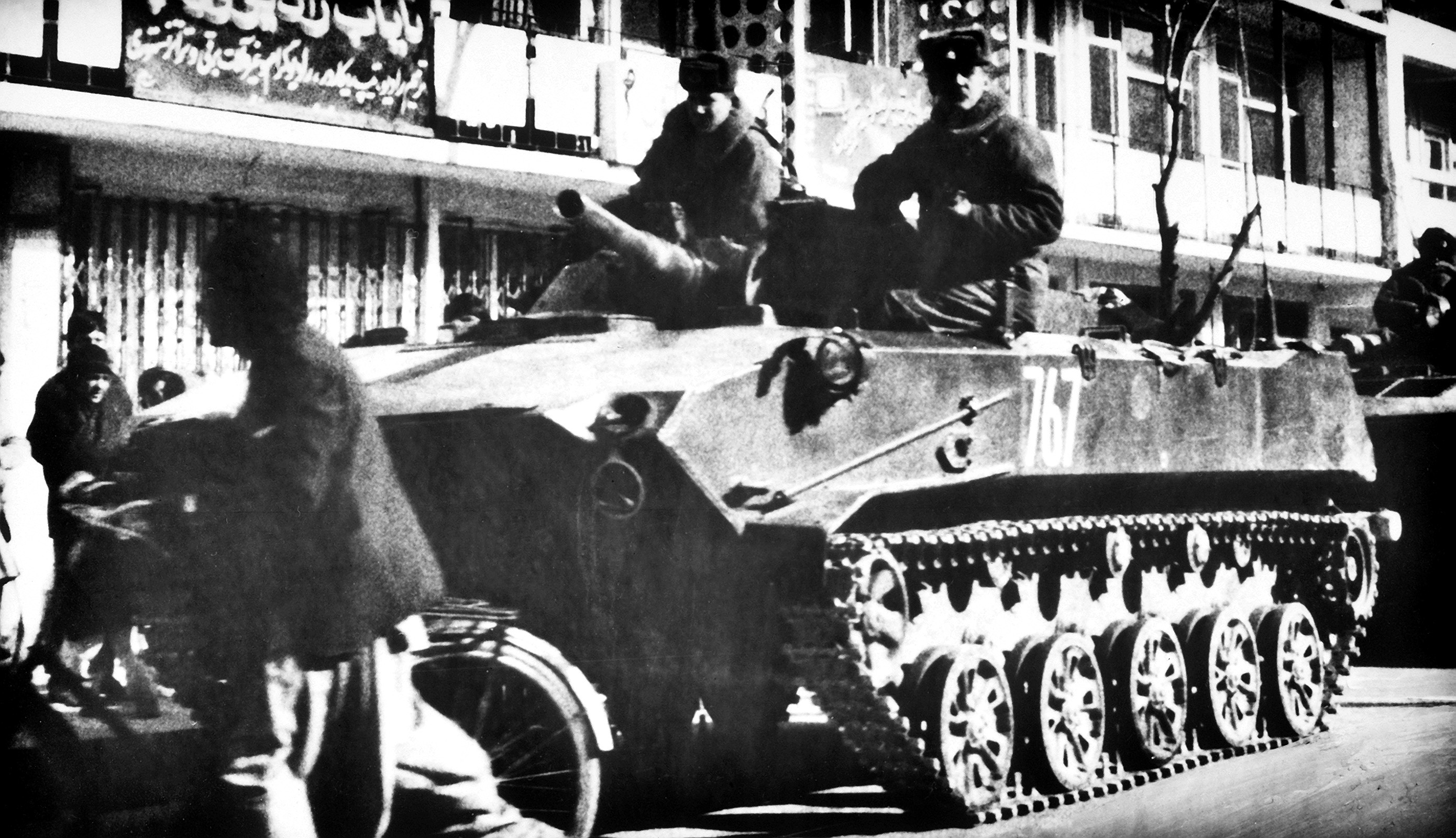
Un BMD-1 a l'Afganistan.

Les tropes aerotransportades van tenir un paper molt important des de l'inici. Després de l'acord entre la Unió Soviètica i Afganistan al desembre de 1978, el govern de Nur Mohammad Taraki demanà l'enviament de tropes soviètiques per defensar-se dels mujahidins, que arribaren el 16 de juliol. El 7 de juliol ja havia arribat un primer batalló de les VDV vestits de civils, batalló destinat a la protecció personal de Taraki.
El 10 de desembre, l'Estat Major soviètic rebé l'ordre de preparar el llançament en paracaigudes d'una divisió aerotransportada, la qual formaria part del 40è Exèrcit. Tot i que estava previst que els aeròdroms de Kabul i Bagram fossin capturats per dos batallons de paracaigudistes, les forces de seguretat d'ambdós aeròdroms van ser neutralitzades molt abans, de manera que les tropes aerotransportades només van haver d'aterrar i desembarcar. El 24 de desembre, la 103a Divisió Aerotransportada començà a aterrar a Kabul, mentre que el 345è Regiment Separat Paracaigudista va fer-ho a Bagram. El 27 de desembre la major part de la divisió ja havia aterrat, i a les 19:30 ja havia capturat els llocs clau de Kabul. Aquell mateix dia, el president de l'Afganistan, Hafizullah Amin, va ser assassinat mentre les tropes de les VDV i del spetsnaz del KGB assaltaven el palau presidencial.
Tot i que l'especialitat de les tropes aerotransportades són els salts en paracaigudes, a l'Afganistan no en van fer cap, sinó que realitzaren assalts aeris en helicòpter, la qual cosa resultava útil per llançar atacs per sorpresa contra les guerrilles. Tot i aquest avantatge, el terreny afganès dificultava en moltes ocasions l'ús de vehicles com els BMD-1. En canvi, en missions d'escorta de combois si que podien emprar-se aquesta mena de vehicles, i fins i tot d'altres majors, com els BMP o els BTR.
Tant les VDV com les forces d'Assalt Aeri van ser les responsables de la major part de les accions ofensives portades a terme durant la guerra, obtenint nombroses condecoracions i convertint-se molts dels seus membres en oficials d'alta graduació de les Forces Armades durant els anys posteriors.

### De la Unió Soviètica a la Federació Russa
El 1991, en plena crisi nacional, les Tropes Aerotransportades van deixar de formar part de l'Exèrcit per a convertir-se en un cos independent sota el comandament directe del Ministeri de Defensa. El motiu oficial del canvi va ser que així es podia respondre a la major rapidesa a les emergència, mentre que els experts consideraren que aquest canvi va ser produït per evitar que les VDV estiguessin sota el control de l'Estat Major o de l'Exèrcit.
Després de la dissolució de la Unió Soviètica, Pàvel Gratxov, antic comandant en cap de les Tropes Aerotransportades, va ser nomenat Ministre de Defensa de la Federació Russa el 1992. Durant el seu mandat es planejà una reestructuració de les Forces Armades russes que suposaria la creació de les Forces Mòbils, una nova força d'acció ràpida per respondre a les possibles agressions exteriors i per actuar en missions de pau dins del marc de la Comunitat d'Estats Independents o de l'ONU. Les Forces Mòbils, que podien ser tant una estructura entre les diverses branques o bé una branca del tot nova, es construirien prenent per base les VDV, i inclourien d'altres unitats com la Infanteria de Marina. Després de diversos anys de discussió, la idea de les Forces Mòbils va ser desestimada al considerar-se que no era pràctica.

### La Primera Guerra Txetxena
El 1994, el govern de Borís Ieltsin inicià una campanya militar per a recuperar el control de la secessionista República de Txetxènia. S'esperava que la invasió fos ràpida i precisa, fins al punt en què el ministre Gratxov declarà que només li caldria un regiment aerotransportat per prendre Grozni en només dues hores.
L'11 de desembre de 1994 s'inicià l'operació, amb la sortida de 3 grups des de les bases de Mozdok (grup nord), Vladikavkaz i Beslan (grup oest) i Kizliar. Les columnes russes avançaven amb un total de 7 batallons de les VDV al front, seguides per altres unitats de l'exèrcit i del Ministeri de l'Interior, amb el suport aeri d'helicòpters Mi-24 i avions Su-25. Aquestes forces conjuntes s'havien format de manera ràpida i poc planificada, a més que no havien realitzat maniobres conjuntes durant els darrers 3 anys per manca de dons, mentre que els txetxens tenien una alta moral i coneixien àmpliament el territori. La 76a divisió i la 21a brigada aerotransportada es trobaren amb manifestacions contra l'atac a Txetxènia mentre que travessaven Inguxetia, fet que mermà la moral de les tropes i dificultà el seu avanç. Per un altre costat, una columna de blindats de la 106a divisió i la 56a brigada aerotransportada van patir un atac amb llançacoets múltiples que resultà amb 19 morts, entre ells dos coronels.
Tot i aquests resultats negatius, les tropes russes eren superiors en la lluita en camp obert. L'èxit principal de la campanya inicial va ser la captura de la base i de l'aeròdrom de Hankala, prop de Grozni, així com de l'autopista que comunicava la capital txetxena amb la ciutat d'Argun per part de la 104a Divisió Aerotransportada.
El 31 de desembre s'inicià l'assalt rus a Grozni. Els comandants russos havien pensat que els txetxens havien preparat una defensa basada en 3 anells concèntrics amb el Palau Presidencial com a centre, la qual cosa no era així. Els txetxens deixaren entrar als russos a Grozni per poder realitzar emboscades a les columnes de blindats que entraven a la ciutat. La 104a Aerotransportada, que havia d'atacar la ciutat des de l'est, no va sortir de la base de Hankala com estava previst, fet considerat com un acte de covardia per alguns i que resultà una decisió encertada per part de la tropa, car l'entrada a Grozni amb els blindats lleugers hagués representat una massacre. El fracàs de l'atac inicial va fer que el 3 de gener de 1995 es canviés de tàctica, passant a bombardejar sectors concrets de la ciutat per després assaltar edifici per edifici.
El 15 de gener, soldats de les VDV, de la infanteria motoritzada i de la infanteria de marina iniciaren l'assalt del Palau Presidencial, capturat quatre dies després. La batalla de Grozni es donà per finalitzada el 23 de gener, però les tropes russes mai no van aconseguir assegurar el control de la ciutat, rebent diverses ofensives durant els mesos següents. El 6 d'agost de 1996 els txetxens iniciaren un nou assalt sobre Grozni que deixà aïllades les tropes russes. Les diverses temptatives russes de rescatar els soldats assetjats mitjançant columnes de blindats van fracassar en ser contínuament emboscades, igual que havia passat a l'inici de la guerra. Aquest fet portaria al govern de Ieltsin a iniciar negociacions amb els txetxens, les quals finalitzarien amb la retirada russa de Txetxènia.
El fracàs rus en la I Guerra Txetxena es va deure en gran part al mal entrenament dels soldats, amb excepcions com les Tropes Aerotransportades, les quals tenien un caràcter més professional. Malgrat això, 352 paracaigudistes van morir durant la guerra.

### La Segona Guerra Txetxena

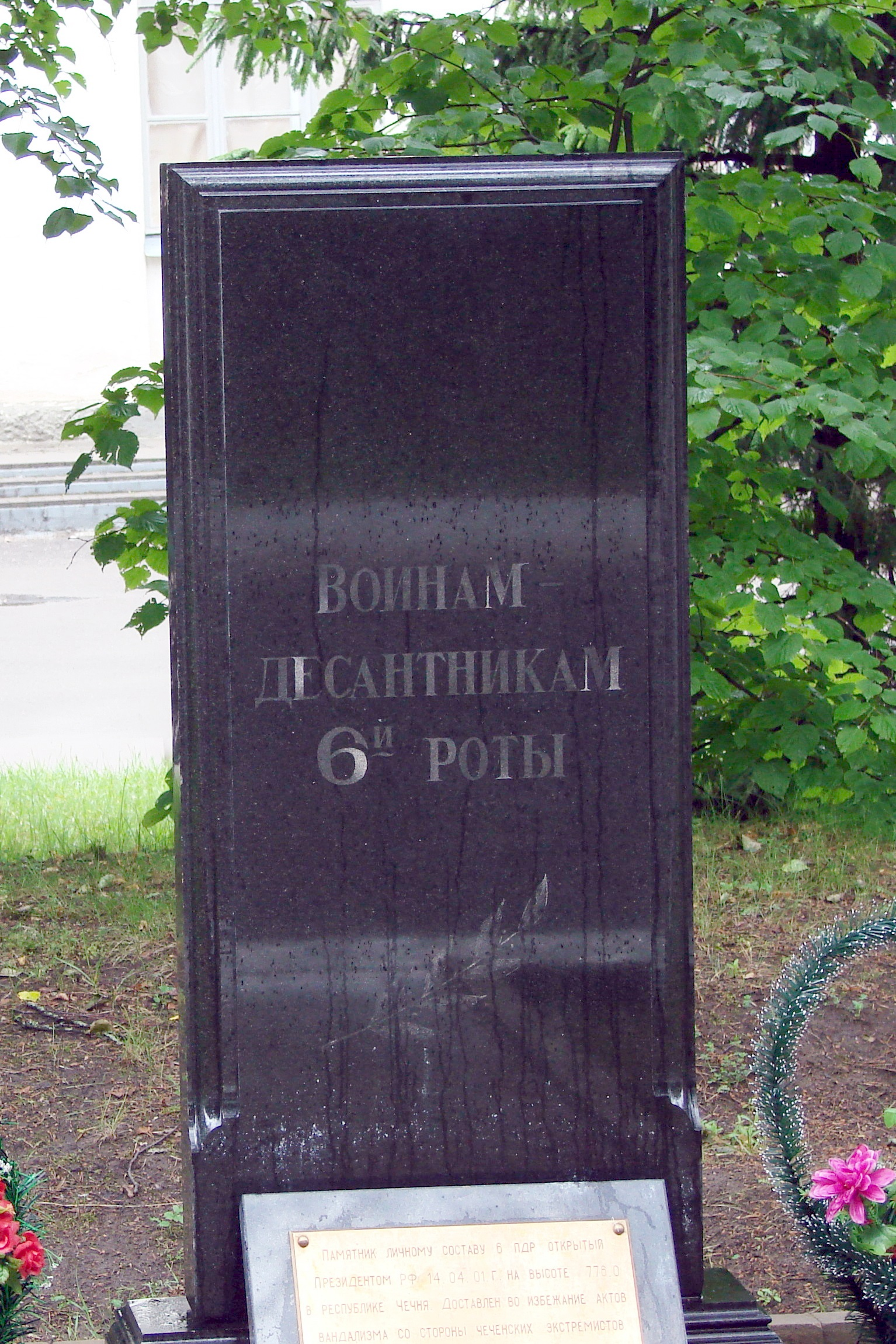
Monument dedicat als soldats caiguts durant la Batalla de Ulus-Kert, a la ciutat de Pskov.

A finals de 1999, les Tropes Aerotransportades van ser desplegats a les muntanyes del sud de Txetxènia. Una de les seves missions era la de controlar la carretera que comunica Txetxènia amb Geòrgia, per tal d'evitar la fugida de les guerrilles cap a les muntanyes i tallar les seves línies de subministrament.
Entre el 29 de febrer i el 3 de març del 2000 va tenir lloc la batalla d'Ulus-Kert, un dels episodis més dramàtics de la guerra per a les forces aerotransportades. A inicis de febrer les tropes russes van capturar Grozni, però molts dels guerrillers havien fugit de la ciutat durant els dies previs. A finals de febrer, un grup d'entre 1.600 i 2.500 guerrillers es refugiaren a Ulus-Kert, al sud de Grozni. Diverses companyies del 104t Regiment de la 76a Divisió Aerotransportada van prendre posicions als turons i a les valls als voltants de la ciutat per evitar la fugida de la guerrilla. El 29 de febrer, un grup de guerrillers aconseguí envoltar a la 6a companyia, empenyent-la cap a l'anomenada Cota 776, llançant diverses onades d'atacs. La 4a companyia va combatre durant quatre dies, patint desenes de baixes diàriament, i lluitant en distàncies tan curtes que el comandant de la companyia arribà a demanar atacs artillers sobre la seva pròpia posició. A causa de l'espessa boira que hi havia a la zona era difícil gaudir de suport aeri, i els intents d'una companyia del 45è Regiment de Reconeixement per arribar a la Cota 776 van ser en va a causa dels constants enfrontaments amb forces enemigues. El 3 de març van morir els darrers 11 paracaigudistes que quedaven al turó. Dels 90 homes que formaven la 6a companyia van morir 84, sobrevivint només els sis més joves, que havien rebut l'ordre de fugir per part del capità al comandament. El nombre de guerrillers morts durant la batalla es calcula entre 400 i 700, segons les fonts.

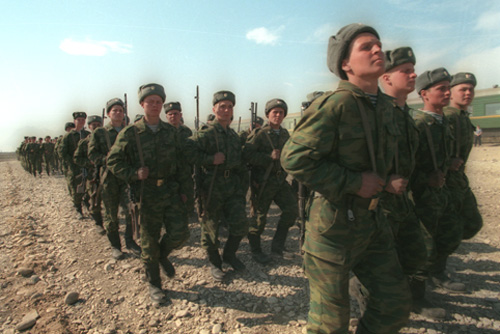
Soldats de la 98a Divisió a Txetxènia.

Després dels fets d'Ulus-Kert, el comandant de les Tropes Aerotransportades Georgui Ixpak acusà als comandants del Grup de Forces Est, al qual estaven subordinades els VDV, d'aïllar als paracaigudistes i emprar-los com a carn de canó mentre que protegien la seva pròpia infanteria. Ixpak denuncià que a mitjans de març les tropes aerotransportades havien patit 181 baixes, d'una força de 5.100 homes, mentre que el total dels caiguts en el global de les tropes russes era de 1.908 sobre una força de 100.000 efectius: això suposava que el 10% dels morts russos eren paracaigudistes, quan només componien el 5% de la força russa. Les crítiques d'Ixpak serviren perquè el comandament operatiu de les tropes aerotransportades passés al Grup Conjunt de Forces Federals, el quarter general de les operacions a Txetxènia.
L'actuació de la 6a companyia durant la batalla d'Ulus-Kert va ser vista des de dos punts de vista oposats: per un costat, es considerà que la companyia actuà de forma poc professional al no haver realitzar un bon reconeixement de la zona, la qual cosa va permetre que fossin envoltats, i de tenir una mala organització tàctica. Per un altre costat, es glorificà la resistència dels paracaigudistes pel seu enfrontament contra una força superior, i es considera que al mantenir la Cota 776 s'evità la fugida dels guerrillers txetxens, fet que provocà nombroses rendicions entre les forces txetxenes durant els dies posteriors. Dels 84 paracaigudistes morts, 21 van rebre el títol d'Heroi de la Federació Russa, i els 63 restant van ser condecorats amb l'orde al Valor.

### Professionalització i canvis de rol
A mesura que el conflicte de Txetxènia va anar reduint-se d'intensitat, les tropes aerotransportades van patir diversos canvis. El primer d'ells va ser la professionalització del seu personal. El 2003 la 76a Divisió Aerotransportada es convertí en una unitat exclusivament formada per militars professionals. Aquesta transició es realitzà com un experiment per a una possible professionalització de les Forces Armades. Els resultats obtinguts amb la 76a divisió van portar a la professionalització de la 31a Brigada i de la 98a Divisió, que finalitzaren el seu procés de professionalització el 2006, mentre que la 106a Divisió va mantenir una combinació de tropa professional i de lleva.

### La Guerra d'Ossètia del Sud

Mapa dels principals fets del conflicte.

La nit del 8 al 9 d'agost del 2008, la 76a divisió d'assalt aeri va ser enviada a Tsjinvali com a suport a les forces de pau russes desplegades a Ossètia del Sud, després dels combats registrats amb forces georgianes. El Ministeri de Defensa rus també informà que la 98a divisió aerotransportada i el 45è regiment de reconeixement serien enviats a la zona. Per un altre costat, Abjasia també va rebre suport de les tropes aerotransportades quan el 10 d'agost se sumaren 9.000 paracaigudistes més al contingent rus estacionat a la regió separatista.
L'11 d'agost, funcionaris de l'ONU declararen que paracaigudistes russos que no formaven part de les forces de pau havien entrat en territori georgià des d'Abjasia, capturant la base militar de Senaki sense trobar resistència. Cap al 13 d'agost, les tropes russes iniciaren l'ocupació de la ciutat georgiana de Gori, quedant al comandament de la zona el general Viatxeslav Borisov, comandant de la 76a divisió d'assalt aeri. El 17 d'agost, Borisov anuncià que les forces russes iniciaven la retirada de Gori.
L'1 d'octubre, Gennadi Anaixkin i Andrei Krasov, dos coronels de la 76a divisió d'assalt aeri van rebre el títol d'Heroi de la Federació Russa de mans del President Dmitri Medvédev per les seves accions a Ossètia del Sud

### La guerra russa-ucraïnesa 2014-2023
Des del febrer de 2014, les Forces Aerotransportades de la Federació Russa han participat directament i indirectament en l'agressió encoberta de la Federació Russa contra la sobirania i la integritat territorial d'Ucraïna. El 27 de febrer de 2014, les unitats de les forces especials de la Direcció Principal d'Intel·ligència de l'Estat Major i el 45è Regiment Aeri Separat de les Forces Armades de la Federació Russa es van apoderar dels locals de la Rada Suprema i del Consell de Ministres de la Republicà Autònoma de Crimea.
L'agost de 2014, la Federació Russa va utilitzar les forces de diversos grups tàctics de batalló prop de Luhansk per trencar l'encerclament ucraïnès al voltant de la ciutat. Els grups tàctics del batalló es van formar a partir dels 104è regiments d'assalt aerotransportat i el 234è regiment d'assalt aerotransportat de la 76a divisió d'assalt aerotransportat de Pskov i altres parts de les forces terrestres de la Federació Russa, així com unitats de la 61a brigada marina.
El maig de 2022, el Ministeri de Defensa britànic va publicar els resultats del seu informe, que afirmava que Rússia no va utilitzar correctament les seves tropes aerotransportades a Ucraïna, fet que va provocar pèrdues importants d'aquest tipus de tropes, incloses les seves unitats d'elit. Els paracaigudistes lleugerament armats es van utilitzar en missions més adequades per a la infanteria pesant blindada, de manera que aquestes unitats van patir grans pèrdues. Entre ells, un intent d'atacar Kíiv a través de l'aeròdrom de Gostomel al març, un atac que es va aturar en direcció Izium des d'abril, així com una travessia fallida del riu Siverskyi Donets. L'informe també va assenyalar que la gestió del potencial d'aquestes forces probablement fos estratègicament incorrecta, així com el fracàs de Rússia per assegurar la superioritat aèria.

## Estructura de les VDV
El 1989, dos anys abans de la dissolució de la Unió Soviètica, les Forces Aerotransportades Soviètiques estaven formades per:
- 7a Divisió Paracaigudista de la Guàrdia Txerkassi (Kaunas, RSS de Lituània)
- 76a Divisió Paracaigudista de la Guàrdia Txernigov (Pskov, RSFS de Rússia)
- 98a Divisió Paracaigudista de la Guàrdia Svir (Bolgrad & Kishinev, RSS de Moldàvia)
- 103a Divisió Paracaigudista de la Guàrdia (Vítsiebsk, RSS de Belarús): La divisió va ser destinada a Belarús el 1946 basant-se en divisions de fusellers amb una xifra semblant. El 1956, se li afegiren els regiments 350 i 357, provinents de la 114a Divisió Paracaigudista de la Guàrdia, que havia estat dissolta. Al desembre de 1979, diversos grups de la divisió van ser enviats a l'Afganistan, on la divisió va ser condecorada amb l'Orde de Lenin i l'Orde de la Bandera Roja.[26]
- 104a Divisió Paracaigudista de la Guàrdia (Kirovabad, RSS de l'Azerbaidjan)
- 105a Divisió Paracaigudista de la Guàrdia (Fergana, RSS de l'Uzbekistan)
- 106a Divisió Aerotransportada de la Guàrdia (Tula, RSFS de Rússia)
- 242è Centre d'Entrenament de les Forces Aerotransportades (Gaižiūnai/Jonava, RSS de Lituània): creat a partir de la 44a Divisió Aerotransportada d'Entrenament. Però el distintiu de la divisió es va mantenir.[27] El nom complet de la divisió en rus era 44 воздушно-десантная Овручская Краснознаменная орденов Суворова и Богдана Хмельницкого дивизия (44a Divisió Aerotransportada Ovrutx Bandera Roja Ordes de Suvórov i Bogdan Khmelnitski), amb 3 regiments d'entrenament. La divisió es creà a Pskov a l'octubre de 1960 com a 4a Divisió Aerotransportada, i segons algunes fonts, se li va donar el distintiu de combat de 111a Divisió de Fusellers de la Guàrdia, tot i que ni la Divisió ni els seus regiments no eren unitats de la Guàrdia. Després de la formació de la divisió va ser traslladada a Lituània, on va rebre el número 44.[26]
- 345è Regiment Independent Aerotransportat de la Guàrdia (Gudauta, RSS de Geòrgia)
- 11a Brigada d'Assalt Aeri
- 13a Brigada d'Assalt Aeri
- 14a, 21a, 23a, 35a, 36a Brigades d'Assalt Aeri (Garbolovo, Districte Militar de Leningrad),
- 37a, 38a, 39a, 40a, 56a, 83a, 95a, 100a Brigades d'Assalt Aeri
- 171a Brigada Independent de Comunicacions (Medveji Ozera, Districte Militar de Moscou, RSFS de Rússia)

Amb la caiguda de la Unió Soviètica, el nombre de les VDV passà de set a les quatre que existeixen actualment. Les principals unitats que formen les actuals tropes aerotransportades són:
| Insígnia                                        | Unitat                                                                                | Quarter general                  |
| ----------------------------------------------- | ------------------------------------------------------------------------------------- | -------------------------------- |
| 7a Divisió d'Assalt Aeri (muntanya)             | 7a Divisió d'Assalt Aeri (muntanya)                                                   | Novorossiïsk (krai de Krasnodar) |
| 76a Divisió d'Assalt Aeri                       | 76a Divisió d'Assalt Aeri                                                             | Pskov (óblast de Pskov)          |
| 98a Divisió Aerotransportada                    | 98a Divisió Aerotransportada                                                          | Ivànovo (óblast d'Ivànovo)       |
| 106a Divisió Aerotransportada                   | 106a Divisió Aerotransportada                                                         | Tula (óblast de Tula)            |
| 31a Brigada Independent Aerotransportada        | 31a Brigada Independent Aerotransportada (anteriorment 104a Divisió Aerotransportada) | Uliànovsk (óblast d'Uliànovsk)   |
| 45è Regiment Independent d'Operacions Especials | 45è Regiment Independent d'Operacions Especials                                       | Kubinka (óblast de Moscou)       |

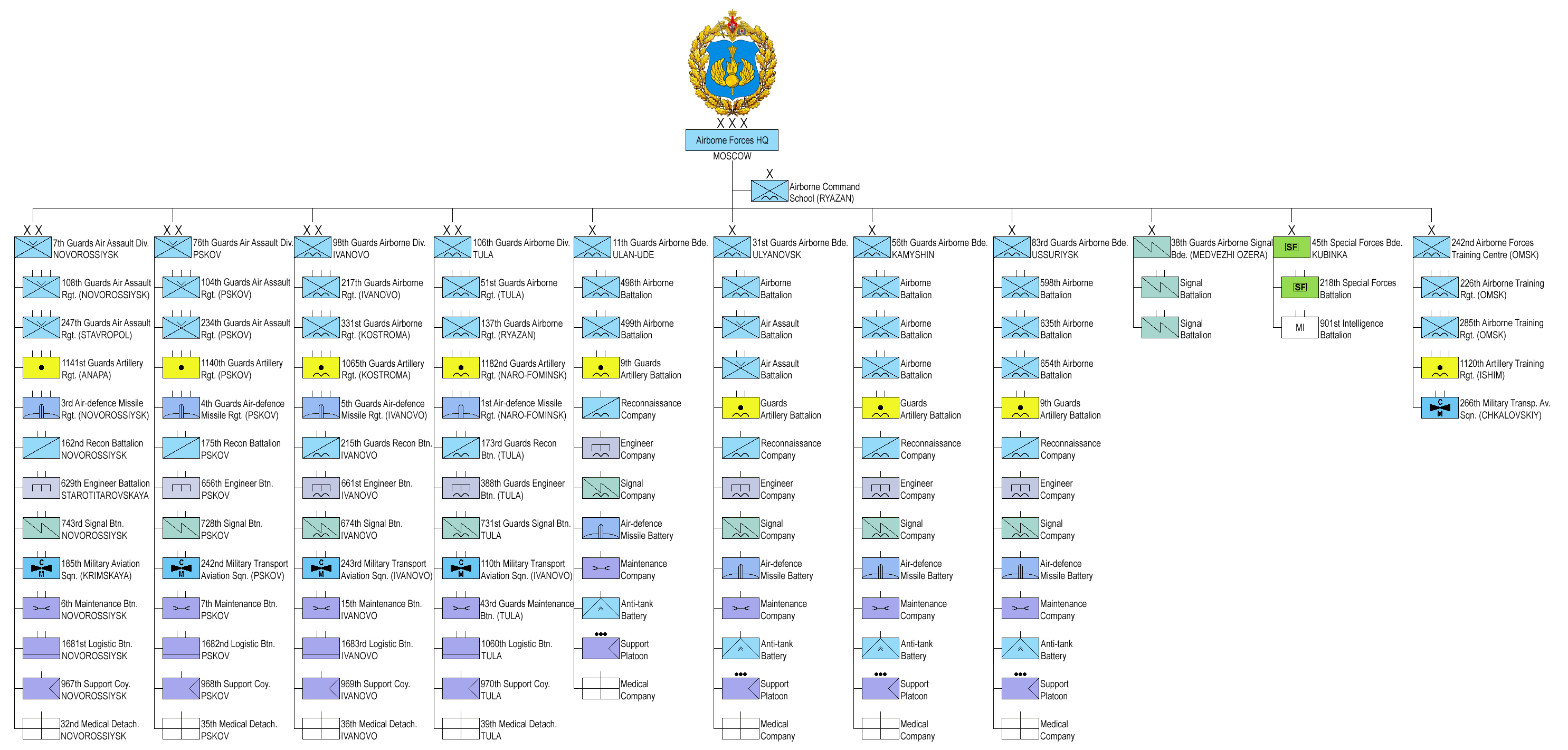
Estructura de les Tropes Aerotransportades.

A més d'aquestes unitats, les Tropes Aerotransportades compten amb:
- 38è Regiment Independent de Comunicacions
- 242è Centre d'Entrenament
- 58è Esquadró Independent d'Helicòpters
- Institut de Tropes Aerotransportades Vasili Margelov de Riazan

## Comandants

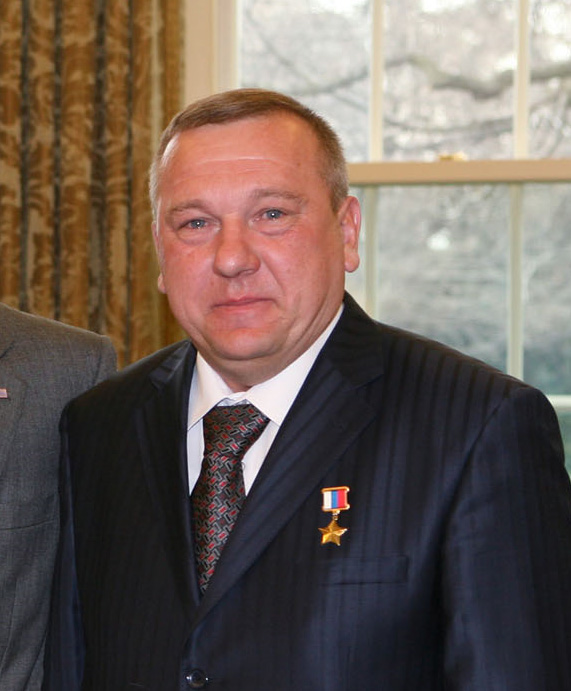
Vladimir Ixamanov, actual comandant de les Tropas Aerotransportades.

Els comandants de les VDV durant tota la història són les següents:
| Rang               | Nom                                 | Des de                 | Fins              |
| ------------------ | ----------------------------------- | ---------------------- | ----------------- |
| Tinent General     | Vasili Afanàssievitx Glazunov       | setembre de 1941       | juny de 1943      |
| Major General      | Aleksander Gueorguievitx Kapitokhin | juny de 1943           | agost de 1944     |
| Tinent General     | Ivan Ivanovitx Zatevakhin           | agost de 1944          | gener de 1946     |
| Coronel General    | Vassili Vassílievitx Glagolev       | 1946                   | 1947              |
| Tinent General     | Aleksandr Fedórovitx Kazankin       | octubre de 1947        | desembre de 1948  |
| Tinent General     | Aleksandr Fedórovitx Kazankin       | gener de 1950          | març de 1950]     |
| Mariscal d'Aviació | Sergei Ignatievitx Rudenko          | 1948                   | 1950              |
| General d'Exèrcit  | Alexandr Vasilievitx Gorbatov       | 1950                   | 1954              |
| General d'Exèrcit  | Vasili Filippovitx Margelov         | 1954                   | 1959              |
| General d'Exèrcit  | Vasili Filippovitx Margelov         | 1961                   | gener de 1979     |
| Coronel General    | Ivan Vassílievitx Tutarinov         | març de 1959           | juliol de 1961    |
| General d'Exèrcit  | Dmitri Semenovitx Sukhorukov        | desembre de 1978       | juliol de 1987    |
| Coronel General    | Nikolai Vassílievitx Kalinin        | agost de 1987          | gener de 1989     |
| Coronel General    | Vladislav Alekséievitx Atxalov      | gener de 1989          | desembre de 1990  |
| General d'Exèrcit  | Pavel Sergeievitx Grachov           | gener de 1991          | agost de 1991     |
| Coronel General    | Ievgueni Nikolaievitx Podkolzin     | agost de 1991          | desembre de 1996  |
| Coronel General    | Gueorgui Ivànovitx Ixpak            | desembre de 1996       | setembre de 2003  |
| Coronel General    | Aleksandr Pretròvitx Kolmakov       | setembre de 2003       | setembre de 2007  |
| Tinent General     | Valeri Ievguénievitx Evtukhovitx    | 19 de novembre de 2007 | 6 de maig de 2009 |
| Tinent General     | Vladímir Anatólievitx Ixamanov      | 25 de maig de 2009     | present           |

## Rangs i divises
A les VDV existeixen els següents rangs i divises (a la taula es mostra l'equivalència amb el codi de l'OTAN, encara que Rússia no pertany a aquest organisme):
| Equivalent OTAN | OF-9                                          | OF-8                                                | OF-7                                               | OF-6                                      |
| --------------- | --------------------------------------------- | --------------------------------------------------- | -------------------------------------------------- | ----------------------------------------- |
| Generals        | генерал армии General Armii General d'Exèrcit | Генерал-полковник General-Polkovnik Coronel General | Генерал-лейтенант Generál-Lejtenánt Tinent General | Генерал-майор General-Major Major General |

| Equivalent OTAN | OF-5                        | OF-4                                     | OF-3        | OF-2                   | OF-2                                                 | OF-1                       | OF-1                                                 |
| --------------- | --------------------------- | ---------------------------------------- | ----------- | ---------------------- | ---------------------------------------------------- | -------------------------- | ---------------------------------------------------- |
| Oficials        | Полковник Polkovnik Coronel | Подполковник Podpolkovnik Tinent Coronel | Майор Major | Капитан Kapitan Capità | Старший лейтенант Starshij Lejtenant Tinent superior | Лейтенант Lejtenant Tinent | Младший лейтенант Mladshij Lejtenant Tinent inferior |

| Equivalent OTAN  | WO-3                                                    | WO-2                           |
| ---------------- | ------------------------------------------------------- | ------------------------------ |
| Oficials Tècnics | Старший прапорщик Starxij Praporixtxik Alferes superior | прапорщик Praporixtxik Alferes |

| Equivalent OTAN       | OR-9/OR-8                      | OR-7/OR-6                                         | OR-5                     | OR-4                                              | OR-3                                  | OR-2                            |
| --------------------- | ------------------------------ | ------------------------------------------------- | ------------------------ | ------------------------------------------------- | ------------------------------------- | ------------------------------- |
| Sots-oficials i tropa | старшина Starxina Sots-oficial | старший сержант Starxij Serdjant Sergent superior | сержант Serdjant Sergent | младший сержант Mladxii Serdjant Sergent inferior | ефрейтор Efrejtor Soldat de 1a classe | Рядовой Riadovoj Soldat (cadet) |

## Símbols

### Escut
El 6 de maig de 2006 s'establí de forma oficial l'escut oficial de les Tropes Aerotransportades, del qual existeixen 3 versions. La versió petita, que alhora a apareix a les altres dues versions, està formada per una granada daurada amb ales a cada costat i flames a la part superior.
La versió mitjana (gairebé idèntica a l'escut de les Forces Armades és un àliga bicèfala daurada amb les ales esteses, amb una espasa a la pota dreta i l'escut petit a la pota esquerra (ambdues platejades). Al centre apareix la imatge de Sant Jordi matant al drac.
L'escut d'armes també té l'escut petit sobre un cercle blau, envoltat de fulles de roure daurades. A la part superior de les fulles està l'escut de les Forces Armades

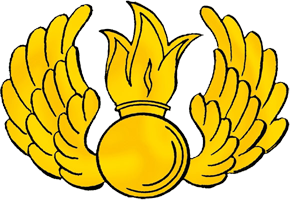
Escut petit
Escut mitjà
Escut d'armes

### Bandera

Bandera de les Tropes Aerotransportades.

La bandera de les Tropes Aerotransportades està formada per dues franges horitzontals, una blau cel a la part superior i l'altra verda. Al centre d'aquestaes troba l'escut format pel paracaigudes obert entre dos avions. Tot i que existeixen diverses variacions de la bandera, el 2004 s'establí per llei que la franja verda ha d'ocupar ¾ parts de l'alçada i que l'escut ha de ser daurat.

### La boina blava
Un dels sobrenoms pel qual són coneguts els membres de les Tropes Aerotransportades és el de boines blaves, car aquest és l'element més significatiu del seu uniforme. Per a distingir-se com a força d'elit, al juny de 1967 s'autoritzà l'ús de dues boines, una de color caqui per a l'uniforme de servei i l'altre en grana per a l'uniforme de gala, inspirant-se en altres forces aerotransportades, com les britàniques. L'any següent deixaren d'usar-se les boines grana per passar a les blau cel. Aquesta mesura es deu, possiblement, al fet que aquestes boines resultaven massa semblants a les emprades pels exèrcits de l'OTAN, de manera que s'usà per al color dels cascs emprats pels primers paracaigudistes de les VDV a les maniobres de 1930.

### Latelniaxka
Un altre element característic de l'uniforme de les Tropes Aerotransportades és la telniaxka, la samarreta de ratlles horitzontals blaves i blanques emprada originàriament a la Marina. Vasili Margelov, que havia dirigit anteriorment una unitat de la Infanteria de Marina, tot i que ell pertanyia a l'Exèrcit, proposà el seu ús per a les Tropes Aerotransportades per distingir-les de la resta de l'Exèrcit Soviètic, car aquesta peça es relacionava amb unitats de gran efectivitat.
La versió de la telniaxka emprada per les VDV és, igual que la boina, en blau cel. Actualment, la telniaxka és una peça d'ús habitual en les unitats d'elit tant de les Forces Armades com dels cossos i forces de seguretat de Rússia, variant el color de les ratlles segons la unitat que la vesteixi.

## Equipament
El 2007 les VDV estaven dotades amb el següent equipament:

### Armament individual
- AKS-74, fusell d'assalt principal de l'Exèrcit Rus (AK-74), de calibre 5,45x39mm, de culata plegable[34]
- AK-74M, versió modernitzada del AK-74
- AKS-74U, carabina d'assalt i auto defensa
- RPK-74, metralladora lleugera (5.45x39mm)
- PKM, metralladora de propòsit general (7.62x54mm)
- Metralladora Petxeneg, metralladora substituta de la PKM a les Forces Armades Russes
- Dragunov SVD, fusell de franctirador (7.62x54mm)
- GP-25 i GP-30, llançagranades de 40mm per granades de fragmentació i de gas
- AGS-17 “Plamya” llançagranades automàtic

### Vehicles blindats
A diferència de la resta d'unitats mecanitzades, que usen una diversa varietat de vehicles blindats de personal, les VDV només fan servir vehicles del tipus DMB. Té més de 1.800 vehicles blindats de combat, principalment BMD-1 i BMD-2. A més, té sobre un centenar de MMD-3, però no se sap si han estat transformats en BMD-4. Tots ells són amfibis, movent-se a una velocitat d'uns 10km/h. El BMD-4 també és capaç de disparar contínuament estant submergit, a diferència de la resta de vehicles amb un armament tan pesant (un canó de 100mm canons automàtics de 30mm).
Diversos BMD estan configurats per actuar per recerca i rescat, ambulància, comunicació i d'altres propòsits específics que permetin treballar als especialistes enmig dels combats amb la màxima velocitat i a gran mobilitat.

### Artilleria
- Canons autopropulsats aerotransportats ASU-57 i ASU-85, que tenen un blindatge lleuger i una capacitat antitanc limitada, però ofereixen un suport invalorable per als paracaigudistes darrere les línies enemigues.
- Morters autopropulsats 2S9 Anona, de 120 mm.
- Canons autopropulsats antitanc 2S25 Sprut-SD de 125mm sobre la carcassa d'un obús BMD-3
- 2A18, un canó obús i canó antitanc de 122mm. No és amfibi, es mou sobre un camió i és l'únic capaç de girar 360° mentre que està muntat sobre el seu trípode
- ZU-23-2, muntat sobre un camió amfibi, normalment el tanc lleuger PT-76; o bé pot ser remolcat per un jeep o un camió gràcies a les seves rodes.

### D'altres vehicles
Les VDV estan equipades amb nombrosos tipus de camions i jeeps; com els Ural, els GAZ, els KamAZ o els UAZ per transportar càrrega, personal especialitzat i equipament (morters, munició); però no infanteria (totes les unitats de combat es mouen en vehicles blindats).
El gener del 2007, el comandant en cap de les VDV, coronel general Kolmakov anuncià que durant els 3 anys següents, els VDV serien reequipats amb equipament nou. S'incloïa els nous vehicles de combat BMD-4 "Bahtxa-U", a més que aproximadament 100 BMD-3 passarien a ser BMD-4, rebrien canons autopropulsats 2C25 "Sprut" de 125mm, nous vehicles amb canons antiaeris BTR-D3 "Rakuxka", camions aerotransportats "KamAZ-43501", així com els nous paracaigudes "D-10".